# Шпиньов Євген Федорович
Євген Федорович Шпиньов (нар. 24 січня 1914, Катеринослав, Російська імперія — пом. 8 квітня 1995, Донецьк, Україна) — радянський український футболіст та тренер, виступав на позиції нападника та півзахисника.

## Кар'єра гравця
Футбольну кар'єру розпочав 1935 році у команді заводу ім. Леніна «Сталь» (Дніпропетровськ). У 1937 році перейшов у дніпропетровське «Динамо». У 1940 році жодна з дніпропетровських команд не брала участь у чемпіонатах СРСР, тому Євген перейшов у «Торпедо» (Горький). У 1941 році прийняв запрошення від сталінградського «Трактора», але початок Німецько-радянської війни завадив подальшим виступам за команду. У 1944 році приєднався до сталінградського «Стахановця», який згодом змінив назву на «Шахтар». Провів у донецькому клубі 5 років, а в сезоні 1949 року завершив кар'єру футболіста.

## Кар'єра тренера
По завершенні кар'єри гравця розпочав тренерську діяльність. Закінчив Вищу школу тренерів у Москві. Спочатку тренував аматорський колектив «Шахтар» (Дружківка). У 1959 році очолив горлівський «Шахтар». Після злиття «Авангарду» з «Металургом» створили «Авангард» (Жданов), на посаду головного тренера якого в березні 1960 року запросили Євгена Шпиньова. Тренерсські успіхи Євгена були помічені в донецькому «Шахтарі», до тренерського штабу якого Шпиньов приєднався наприкінці червня 1960 року. У 1965 році очолював макіївську «Сталь», а в 1966 році — сімферопольську «Таврію». У 1967 році знову очолив жданівський клуб, який змінив назву на «Азовець» (Жданов). У липні 1968 року переведений на посаду технічного директора «Азовця». Шпиньов любив тренерську діяльність, тому наприкінці 1968 року поїхав до «Авангарду (Шахтаря)» Макіївка, яким керував до кінця 1972 року.

## Досягнення

### Як гравця
«Шахтар» (Сталіно)
- Перша ліга СРСР (Друга група української зони)
  -  Срібний призер (1): 1947

### Як тренера
- Кубок СРСР
  -  Володар (2): 1961, 1962
  -  Фіналіст (1): 1963

### Відзнаки
- Заслужений тренер Української РСР